# Matyotia tetraspinosus
Matyotia tetraspinosus är en spindelart som beskrevs av Michael Ilmari Saaristo 200. Matyotia tetraspinosus ingår i släktet Matyotia och familjen dansspindlar.
Artens utbredningsområde är Seychellerna. Inga underarter finns listade i Catalogue of Life.